# 日本国際放送
株式会社日本国際放送（にっぽんこくさいほうそう、英: Japan International Broadcasting Inc.、略称: JIB）は、日本放送協会（NHK）の子会社。

## 概要
第3次小泉内閣時代に、政府は、総務省の「映像国際放送の在り方に関する検討委員会」の最終報告により、日本の国際情報力強化のために、より充実したテレビの国際放送を行うことを求めていた。
そして、第1次安倍内閣時代の2007年に、放送法が改正された結果、2008年4月、NHKはテレビ国際放送の全額出資子会社である、「株式会社日本国際放送」を設立。2008年9月から一部の業務を開始。同年10月には民放キー局各社他民間会社13社が合計1億9000万円の第三者割当増資を引き受け、3億9000万円に資本金を増加。2009年2月2日よりNHKワールドTVに関する業務の一部を受託し、全面的に業務を開始した。
「映像国際放送の在り方に関する検討委員会」の委員に民放キー局の幹部社員もいたため、NHKの他に、日本テレビ、テレビ朝日、TBS、フジテレビの民放局およびWeb同時再送信配信を行っているためマイクロソフトも出資している。
景気の低迷による広告市場の冷え込みなど厳しい事業環境の中での船出となったが、2期目の2009年度決算は、1628万円の当期純損失にとどまり、当初計画の赤字見通しを圧縮する結果となった。第3期（平成23年3月期）は単年度黒字となり累積損失は縮小した。

## 歴史
日本のテレビ国際放送は、1990年、当時のNHK会長だった島桂次がアメリカのニュース専門放送局であるCNNに触発されて構想した「グローバルニュースネットワーク（GNN）」にさかのぼることができる。NHKとBBC、ABCにて8時間ずつ分担して、全世界に24時間ニュースを放送する通信衛星ネットワークを構築するという壮大な構想だった。東京都千代田区紀尾井町にある千代田放送会館は、もともとはGNNのキーステーションとするために建設されたものである。
その後、全世界ではNHKワールドTV、アメリカではテレビジャパン、ヨーロッパではJapan Satellite TVが日本のテレビ番組を放送するようになった。2010年4月1日よりNHKグローバルメディアサービスから譲渡を受ける形で海外向けテレビ番組配信・在外邦人向けテレビ国際放送のNHKワールド・プレミアムに関する業務も受託することになった。
その後、JIB立上げ後もNHKワールドの海外発信力の弱さが改善されないため、新藤義孝総務大臣時代の2014年8月29日に「NHK海外情報発信強化に関する検討会」が立上り、2015年1月30日の中間報告では、「完全ニュースチャンネル化」の答申が出されたが、その後のJIB独自の放送枠番組やNHK WORLD TVの番組編成においては民放キー局が構成している音楽番組や情報番組の方が増えている。

## 民放の対応
上記のGNN構想はNHKの肥大化を恐れた民放の反発もあって頓挫したが、民放の日本国際放送への事業参加についても、日本民間放送連盟の広瀬道貞会長（テレビ朝日会長）が2008年4月4日の記者会見で、「政府が補助金を出して、国益を目指す放送となると、国策放送になりかねない」として難色を示すなど当初は冷ややかな反応であった。
しかし、8月27日に行われた日本国際放送の記者会見で、社長に就任した高島肇久は、10月中旬に実施する第三者割当増資で日本テレビが出資する見込みである他、フジテレビ、TBS、テレビ朝日など他の民放各社も出資を検討していることを明らかにした。
在京キー局のなかで唯一、テレビ東京が資本参加しなかったが、同局の島田昌幸社長は2008年9月25日の定例記者会見で、「放送の大部分がNHKの再放送であり出資する効果が希薄。ただし、番組を提供することについては協力を要請されればケースバイケースで考える。国策としての国際放送に民放が出資するのはどうかと思う」と理由を述べた。
その後、時期は不明だが、テレビ朝日が民放系列の枠を越えてネットワークを結成している、民間放送教育協会（民教協）に日本国際放送が賛助会員という形で加盟し、2018年から加盟各局で制作された同協会の番組をNHKワールドTVにて放映している。